# Bucculatrix ulmicola
Bucculatrix ulmicola — вид лускокрилих комах родини кривовусих крихіток-молей (Bucculatricidae).

## Поширення
Вид поширений у Вірменії, Казахстані, Туркменістані, Узбекистані, Таджикистані, Україні та на півдні Росії.

## Спосіб життя
Личинки живляться листям в'яза. Гусениці раннього віку мінують листя. Утворюють чорні міни з просторою личинковою камерою. Личинки старшого віку поїдають листя зовні.